# Iona University
La Iona University è un'università privata di indirizzo cattolico con sede a New Rochelle, nello stato americano di New York.
Il college fu fondato nel 1940 dai Fratelli cristiani, che già gestivano una scuola a New Rochelle. Il college fu elevato al rango di university nel 2022.